# 陳彥靜
陳彥靜（1983年6月14日—），曾用名陈文静，香港模特兒及演員，參加第二屆TVB周刊Cover Girl選舉獲得冠軍而入行。

## 演出作品

### 電視劇（無綫電視）
2001年
- 《皆大歡喜》 飾 江南七怪（第74集）

2002年
- 《皆大歡喜》 飾 蓬萊旅遊客人（第97-99集）、誠實村村民（第121集）、女客人（第135集）、妓女（第181、201集）、參賽者（第185集）、婢女（第213集）、女兒（第250集）、宮女（第286、288、320集）、高婦（第314集）
- 《烈火雄心II》 飾 達通貿易女職員（第26集）
- 《流金歲月》 飾 賓客（第9集）
- 《我要Fit一Fit》 飾 護士（第20集）
- 《絕世好爸》 飾 酒客（第7集）

2003年
- 《十萬噸情緣》 飾 Michelle
- 《戀愛自由式》 飾 沈魚
- 《西關大少》 飾 知客（第13、17集）
- 《皆大歡喜》 飾 侍應（第11集）、二奶（第15集）、靚女酒客（第35集）、Nancy（第37集）、廟街飛鳳（第56集）、售貨員（第73集）、靚女（第148集）
- 《衝上雲霄》 飾 謝郁芬（Brenda）
- 《律政新人王》 飾 苗賽詩（Cecilia）

2004年
- 《皆大歡喜》 飾 阿娟（第199集）、女（第229集）、職員（第241集）、泳客（第265集）、Ada（第384、386集）、情侶（第416集）、小紅（第422集）
- 《赤沙印記@四葉草.2》飾 學生
- 《天涯俠醫》 飾 小寶
- 《金枝慾孽》 飾 烏雅．沅淇

2005年
- 《阿旺新傳》 飾 模特兒（第14-15集）
- 《佛山贊師父》 飾 候佳小瑩
- 《Yummy Yummy》
- 《窈窕熟女》飾 芳
- 《學警雄心》 飾 杜淑貞

2006年
- 《謎情家族》 飾 Judy
- 《潮爆大狀》 飾 Eva
- 《人生馬戲團》 飾 錢麗
- 《飛短留長父子兵》 飾 客人
- 《法證先鋒》 飾 May Chan（陈美美）
- 《愛情全保》 飾 高慶（Happy）
- 《刑事情報科》 飾 Wendy
- 《鳳凰四重奏》飾 杜麗謹、Dicky之新女友

2007年
- 《同事三分親》 飾 施（第17集）

2008年
- 《畢打自己人》飾 孫又甜（第36集）
- 《法證先鋒II》 飾 張燕瓊
- 《秀才愛上兵》 飾 嘉欣
- 《野蠻奶奶大戰戈師奶》 飾 Daisy

2009年
- 《ID精英》飾 蘇芷菁
- 《畢打自己人》飾 李小媚（第136、224集）
- 《桌球天王》飾 李穎
- 《蔡鍔與小鳳仙》飾 嫣艷鈴

2010年
- 《情越雙白線》飾 徐婉君
- 《施公奇案II》飾 鐵劍蘭
- 《女人最痛》飾 Daisy
- 《天天天晴》飾 電影女角

2011年
- 《依家有喜》飾 Mary（第51集）
- 《花花世界花家姐》飾 Elaine
- 《潛行狙擊》飾 葉飄妮
- 《誰家灶頭無煙火》飾 Dickson妻
- 《荃加福祿壽探案》飾 布傎
- 《天與地》飾 護士（第27集）

2012年
- 《換樂無窮》飾 炎瑾
- 《On Call 36小時》飾 許彥容
- 《當旺爸爸》飾 Judy（第5集）
- 《耀舞長安》飾 白玉瓊

2013年
- 《戀愛星求人》飾 Jojo

### 電視劇（香港電視網絡）
- 《警界線》飾 Ivy

### 其他演出（無綫電視）
- 《美女廚房》：糖水
- 《頂CUP世界盃晚晚有德FUN》：世界妹
- 《一擲千金》：千金小姐（2006-2008）

### 節目主持（無綫電視）
《人傑地靈》

### 音樂作品（歌曲）
粥粉麵飯糖水餐（和孫慧雪合唱）

### 電影演出
《我要做Model》
《七擒七縱七色狼》飾 Talkie

## 獎項
- 2004年：香港Elite精英模特兒大賽 - 美肌彩妝大獎[2]
- 2004年：香港精英模特兒大賽 - 亞軍[2]
- 第二屆TVB周刊Cover Girl選舉冠軍